# حسین معاون
دکتر حسین معاون (زاده ۱۲۷۹ تهران - زمستان ۱۳۲۵) پزشک و نماینده مجلس شورای ملی بود.
پدربزرگش میرزا محمدحسین وزیردفتر و پدرش میرزا جواد خان معاون‌السلطان بود که از زمستان ۱۲۹۱ هفته‌نامه توفیق را در تبریز منتشر می‌کرد. او دارای املاک وسیعی در کرمانشاه بود و حسین را برای تحصیل طب به اروپا فرستاد.
حسین معاون پس از بازگشت به ایران به طبابت مشغول شد اما گاهی مخالفت‌هایی با رضا شاه ابراز می‌کرد که به زندانی شدنش در زندان قصر انجامید. در اواخر سلطنت رضا شاه از زندان آزاد شد و به حرفه طبابت خود ادامه داد.
پس از شهریور ۱۳۲۰ و اشغال ایران که به کناره‌گیری رضا شاه از سلطنت و بازشدن فضای سیاسی ایران انجامید، دکتر معاون به فعالیت سیاسی روی آورد و در سال ۱۳۲۲ به نمایندگی از کرمانشاه که املاک وسیعی در آن به او ارث رسیده بود، به مجلس شورای ملی راه یافت (دوره چهاردهم). در انتخابات دوره بعد که در زمستان ۱۳۲۵ برگزار شد، نفر دوم کرمانشاه شد اما همان وقت در حادثه رانندگی جان باخت.
دکتر حسین معاون داماد وثوق‌الدوله و باجناغ دکتر علی امینی بود.

## بیمارستان دکتر معاون
بیمارستان دکتر معاون شهرستان صحنه در استان کرمانشاه به افتخار این دکتر و به پاس قدردانی از زحمات ایشان و همچنین وقف زمین برای بیمارستان به نام ایشان نامگذاری شده است.
این مرکز درمانی تنها بیمارستان شهرستان صحنه می باشد که حدود ۶۰ سال قدمت داشته و در زمینه های تخصصی، پایه و کلینیکی به مردم منطقه ارائه خدمت میکند. این بیمارستان در مرکز شهر واقع شده است و در مسیر بزرگراه کربلا قرار دارد.
در سال های اخیر چندین بار از سوی مقام های دولتی شهرستان، اقدام به تغییر نام بیمارستان شد که هر بار با مخالفت مردم شهر و خانواده دکتر معاون رو به رو شده است.